# HD 40307 e
HD 40307 e是一顆位於繪架座的太陽系外行星，母恆星是 HD 40307，距離地球約42光年。 

## 發現
該行星是英國赫特福德大學的天文學家米科·圖米（Mikko Tuomi）和德國哥廷根大學的天文學家古勒姆·安格拉达-伊斯库德（Guillem Anglada-Escude）帶領的團隊以歐洲南方天文台的高精度徑向速度行星搜索器發現。

## 行星性質
該行星的質量下限是地球的3.5倍，而動力學模型也指出它的質量不可能更高（因此該量測值相當接近邊界值）。而進一部研究發現它從母恆星接受的輻射量相當於水星接受的輻射量，它被認為是超級地球。
另外，這個系統中的行星 b、c 和 d 被認為是從距離母恆星較遠處向內遷移了，而行星 b 被認為是質量和體積低於海王星的「次海王星」。因此該行星可能形成於距離母恆星較遠處。目前仍無法得知該行星是次海王星或者是超級金星，甚至是超級水星。

## 外部連結
- . Exoplanets.   [2012-12-04]. （原始内容存档于2013-01-07）.